# Allogymnopleurus thalassinus
Allogymnopleurus thalassinus là một loài bọ cánh cứng trong họ Bọ hung (Scarabaeidae).